# Ousmane Sy
Pour les articles homonymes, voir Ousmane et Sy.
Cet article concerne l'homme politique malien. Pour le danseur et chorégraphe français, voir Ousmane Sy (danseur).
Ousmane Sy, né le 25 mai 1949 à Bandiagara, est un homme politique malien. 
En 2000, il est nommé ministre de l’Administration territoriale et des Collectivités locales de la République du Mali par le président d'Alpha Oumar Konaré. 
Le 26 décembre 2012, il est choisi comme Secrétaire général de la Présidence de la République par Dioncounda Traoré, président de la république par intérim de la transition. 
Il est nommé ministre de la Décentralisation et de la Ville le 11 avril 2014 par le président Ibrahim Boubacar Keïta.  

## Biographie
Ousmane Sy a fait ses études supérieures en France où il a obtenu un doctorat en développement économique et social de l'Institut d'études du développement économique et social de l’université de Paris-I, un diplôme d'études supérieures spécialisées en développement agricole de l’université de Paris-I ainsi qu’un diplôme d'études supérieures de l’Institut supérieur des techniques outre-mer (ISTOM - Le Havre) en agroéconomie.
Ousmane Sy a été expert au Programme des Nations unies pour le développement (Pnud), puis chef de la mission de décentralisation et des réformes institutionnelles du Mali. Il a été ministre de l'Administration territoriale et des Collectivités locales du président Alpha Oumar Konaré.
Il est le promoteur du Centre d'expertises politiques et institutionnelles en Afrique (CEPIA) qu’il dirige depuis janvier 2004.
Il est également coordinateur de l'Alliance pour Refonder la Gouvernance en Afrique et vice-président de l'Institut de recherche et débat sur la gouvernance.
Ousmane Sy est marié à Kadiatou Sow, femme politique malienne et première et seule femme gouverneur au Mali.

## Prix
En décembre 2004, il est récompensé par le prix international Roi Baudouin pour le développement « pour la force de sa vision et le courage de ses idées au sujet de la gouvernance en Afrique, et pour l'originalité de ses actions au Mali où, par un processus participatif de décentralisation et l'organisation d'élections transparentes, il est parvenu à créer un cadre stimulant une meilleure gestion publique et une stabilité renforcée; deux conditions essentielles au développement ».

## Publications
- Reconstruire l’Afrique, vers une nouvelle gouvernance fondée sur les dynamiques locales, Éditions Charles Léopold Mayer, novembre 2009, 222 p. (présentation en ligne, lire en ligne)